# Аргуело
Аргуѐло (на италиански: Arguello; на пиемонтски: Arguèl, Аргуел) е село и община в Северна Италия, провинция Кунео, регион Пиемонт. Разположено е на 661 m надморска височина. Населението на общината е 200 души (към 2010 г.).